# Роже Лемер
Роже́ Леме́р (фр. Roger Lemerre; нар. 18 червня 1941 року, Брикебек, Франція) — французький футбольний тренер і колишній футболіст. Під час кар'єри тренера очолював національні збірні Франції, Тунісу та Марокко.

## Ігрова кар'єра
За свою професіональну кар'єру Лемер провів п'ятнадцять сезонів, з 1961 по 1975 роки. За цей час він зіграв у чотирьох клубах: «Седані» (1961—1969), «Нанті» (1969—1971), «Нансі» (1971—1973) та «Лансі» (1973—1975). З 1968 по 1971 роки провів шість ігор за національну збірну Франції.

## Тренерська кар'єра

### Початок
З 1975 по 1978 року Лемер тренував клуб «Ред Стар» з міста Сент-Уан, що на півночі Франції. Після цього Роже пропрацював один сезон у «Лансі» та по два сезони в «Парижі» та «Страсбурі». Сезон 1983—1984 провів у Тунісі, тренуючи місцевий «Есперанс».

### Збірна Франції
Протягом 1986—1996 років Лемер працював з військовою збірною Франції. 1997 року закінчував сезон з «Лансом», врятувавши команду від вильоту в Лігу 2.
1998 року перед переможним для Франції чемпіонатом світу став помічником наставника збірної Еме Жаке. Після чемпіонату світу став головним тренером команди, з якою він виграв чемпіонат Європи 2000 року. Однак, після поразки від Сенегалу в першому турі групового раунду фінальної частини чемпіонату світу 2002 року, Французька федерація футболу його звільнила.

### Завершення
2002 року Футбольна федерація Тунісу запросила Роже до роботи зі збірною Тунісу. Лемер привів команду до перемоги в Кубку африканських націй 2004 року та вивів її до фінальної частини чемпіонату світу 2006 року. У лютому 2008 року його було звільнено після програшу збірній Камеруну в чвертьфіналі Кубка африканських націй 2008 .
У травні 2008 року було названо новим наставником збірної Марокко, а 1 липня приступив до виконання своїх обов'язків . 9 липня 2009 року через невдалі результати його було звільнено .
18 грудня 2009 року він підписав шестимісячний контракт з турецьким клубом «Анкарагюджю» з можливістю його подовження за згоди обох сторін . Його помічником став колишній гравець збірної Туреччини Уміт Озат. Через півроку клуб не став подовжувати угоду з французьким спеціалістом, попри те, що він врятував команду від вильоту в нижчий дивізіон. Новим головним тренером було призначено Озата.

## Нагороди та досягнення

### Як гравець
«Седан»
- Etoile d'or (France Football): 1966, 1968, 1969

### Як тренер
Військова збірна Франції
- Чемпіон світу: 1995

Збірна Франції
- Чемпіон Європи: 2000
- Переможець Кубка конфедерацій: 2001

Збірна Тунісу
- Переможець Кубка африканських націй: 2004

## Статистика

### Клубна
| Сезон       | Клуб  | Дивізіон | Чемпіонат           | Європейські кубки | Збірна Франції |
| ----------- | ----- | -------- | ------------------- | ----------------- | -------------- |
| 1961 — 1962 | Седан | 1        | 15 матчів / 4 голи  | —                 | —              |
| 1962 — 1963 | Седан | 1        | 6 матчів / 1 гол    | —                 | —              |
| 1963 — 1964 | Седан | 1        | 16 матчів / 7 голів | —                 | —              |
| 1964 — 1965 | Седан | 1        | 31 матч / 4 голи    | —                 | —              |
| 1965 — 1966 | Седан | 1        | 38 матчів / 3 голи  | —                 | —              |
| 1966 — 1967 | Седан | 1        | 35 матчів / 3 голи  | —                 | —              |
| 1967 — 1968 | Седан | 1        | 38 матчів           | —                 | —              |
| 1968 — 1969 | Седан | 1        | 34 матчі / 2 голи   | —                 | 4 матчі        |
| 1969 — 1970 | Нант  | 1        | 32 матчі / 1 гол    | —                 | —              |
| 1970 — 1971 | Нант  | 1        | 37 матчів           | 4 матчі (КК)      | 2 матчі        |
| 1971 — 1972 | Нансі | 1        | 37 матчів           | —                 | —              |
| 1972 — 1973 | Нансі | 1        | 38 матчів           | —                 | —              |
| 1973 — 1974 | Ланс  | 1        | 38 матчів           | —                 | —              |
| 1974 — 1975 | Ланс  | 1        | 19 матчів           | —                 | —              |

Примітки
- КК = Кубок Кубків

### Статистика виступів за збірну
| Дата       | Місто     | Господарі | Результат | Гості    | Турнір            | Голи | Примітки |
| ---------- | --------- | --------- | --------- | -------- | ----------------- | ---- | -------- |
| 25-9-1968  | Марсель   | Франція   | 1 – 1     | ФРН      | товариський матч  | -    | 67'      |
| 6-11-1968  | Страсбург | Франція   | 0 – 1     | Норвегія | Відбір до ЧС 1970 | -    |          |
| 12-3-1969  | Лондон    | Англія    | 5 – 0     | Франція  | товариський матч  | -    |          |
| 30-4-1969  | Париж     | Франція   | 1 – 0     | Румунія  | товариський матч  | -    |          |
| 15-11-1970 | Брюссель  | Бельгія   | 1 – 2     | Франція  | товариський матч  | -    | 79'      |
| 24-4-1971  | Будапешт  | Угорщина  | 1 – 1     | Франція  | Відбір до ЧЄ 1972 | -    |          |
| Усього     |           | Матчів    | 6         |          | Голів             | 0    |          |

### Як тренер
| Команда                  | З             | До           | Статистика | Статистика | Статистика | Статистика | Статистика |
| Команда                  | З             | До           | Матчів     | Перемоги   | Нічиї      | Поразки    | % перемог  |
| Ред Стар                 | 1975          | 1978         | -          | -          | -          | -          | -          |
| Ланс                     | 1978          | 1979         | -          | -          | -          | -          | -          |
| Париж                    | 1979          | 1981         | -          | -          | -          | -          | -          |
| Страсбур                 | 1981          | 1983         | -          | -          | -          | -          | -          |
| Військова збірна Франції | 1986          | 1996         | -          | -          | -          | -          | -          |
| Ланс                     | березень 1997 | травень 1997 | 10         | 4          | 3          | 3          | 40,00%     |
| Збірна Франції           | 1998          | 2002         | 53         | 34         | 11         | 8          | 64.15%     |
| Збірна Тунісу            | 2002          | 2008         | -          | -          | -          | -          | -          |
| Марокко                  | 2008          | 2009         | -          | -          | -          | -          | -          |
| Анкарагюджю              | грудень 2009  | травень 2010 | -          | -          | -          | -          | -          |